# 助教
助教（簡稱TA），又稱為教學助理，是指學校內協助教師教學工作的人員或職務。
要特別留意，本文中的助教與大學職稱中的助教、助理教授是不一樣的，不可混淆。

## 中學、小學
在台灣的中學或小學，教師會選擇幾位班上的學生（有時以某方面課業表現優異者、服務意願者為主），以協助老師如批改考卷、登錄成績及解答課業問題等工作。此工作類似於助教，但常暱稱為「小老師」。香港教育制度改革後，學校工作越見繁重，故中小學都會運用政府撥款聘請全職的教學助理，減輕教師工作。這些教學助理一般都需要有大學學歷，協助教師處理文書或看管放學留堂班、功課輔導班等重複性較高、專業要求較低的工作。由於教學助理薪金較低、而且撥款不穩定令他們缺乏職業保障和前途不明，不少希望長期從事教育工作的教學助理會同時修讀教育文憑並於校內實習，希望獲得學術資格和教學經驗，以便獲得正式教師的聘約。學校亦會聘請兼職教學助理負責課後補習班，這類職位亦可由正在就讀大學的學生擔任。在香港批改試卷屬於教師專業工作、登錄成績屬個人私隱法例保障範疇，不能假手學生，只能由教師或教學助理處理。獲邀請協助教師的學生一般只會協助解答其他學生的課業或校園生活問題，被稱為「學長」或「大哥哥大姐姐」。

## 大學、高等教育學校
大學、學院等高等教育學校的助教，由校內研究生（碩士班与博士班學生）擔任協助教師教學，課程中如實習或實驗課皆會有一至兩名TA，如採大班教學，由教授擔任教學，而教學助理則是幫忙教授分組實作或實驗等事項。高等教育學校的助教多來自於同領域的畢業生（不一定同校），有些則是由碩士班或博士班研究生兼任、另外也有外聘的。在一些學校，要能升任為講師及教授、副教授前必需要擔任過助教。

### 擔任資格
- 大學部課程的教學助理通常是由碩士班學生與博士班學生擔任，對於大學部而言，碩士班的教學助理稱之為「小助」，博士班稱之為「大助」。
- 碩士班課程的教學助理通常是由博士班學生擔任。
- 各大專院校的教學助理認證資格不一，需要參加校內所舉辦之課程或考試等其它校方認可的認證方式。 備註：此為原則上的規則，部分學校會由修過該門課且高分的學生擔任。

### 主要工作
- 協助授課教師、實驗、實務操作、改作業、監考等事務。
- 課餘會另外安排時間與學生討論教材內容、解答問題或對於課程內容進行補充教學。

### 好處
- 分擔教授教學上的雜事
- 課堂上教學互動更活潑
- 拉近教授與學生距離
- 修讀學位時得到酬勞，幫補學費和生活費

## 中国大陆的大學、高等教育學校
在中国大陆的大学中，助教并非是教学助理，而是大学教师職稱制度的初级职称，通常而言，获得硕士学位者如果在大学中获得教席，其首先获得的职称就是助教。一般而言，助教要做的工作有讲授课程、指導課業、批改學生作業、監考等，其教学工作量与讲师相差不大。

## 外部連結
- 財團法人高等教育評鑑中心基金會 （页面存档备份，存于）
- 教育部教學卓越計畫 （页面存档备份，存于）

1. ↑  人社部专业技术人员管理司. . 人社部. 2021-11-02  [2024-06-17]. （原始内容存档于2024-04-10） （中文）.